# Марія Амалія Цвайбрюкен-Біркенфельдська
Марія Амалія Цвайбрюкен-Біркенфельдська, повне ім'я Марія Амалія Августа Цвайбрюкен-Біркенфельд-Бішвайлер (нім. Maria Amalie Auguste, Pfalzgräfin von Zweibrücken-Birkenfeld-Bischweiler, 1752—1828) — пфальцграфиня Цвайбрюкен-Біркенфельдська, в шлюбі — курфюрстіна, а згодом королева Саксонії; донька пфальцграфа Фрідріха Міхаеля Цвайбрюкен-Біркенфельдського та Марії Франциски Зульцбаської, дружина Фрідріха Августа Саксонського.

## Біографія
Марія Амалія Августа народилась 10 травня 1752 року в Мангаймі. Вона стала третьою дитиною і старшою донькою в родині Фрідріха Міхаеля Цвайбрюкен-Біркенфельдського і його дружини Марії Франциски Зульцбаської. Один зі старших братів помер ще до її народження. Згодом у дівчинки з'явився ще один брат — Максиміліан Йозеф і сестра Марія Анна. Батьки незабаром почали жити нарізно.

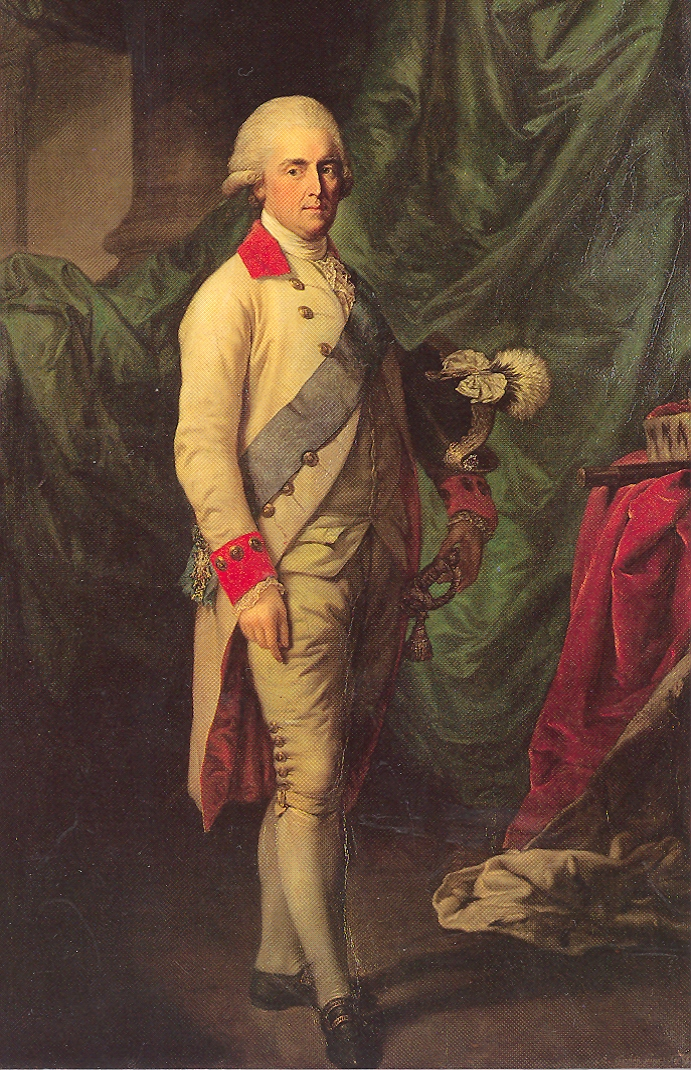
Фрідріх Август

29 січня 1769 року 16-річну Марію Амалію було видано в шлюб із 17-річним курфюрстом саксонським Фрідріхом Августом, який за 4 місяці до цього був оголошений повнолітнім і взяв фактичне правління Саксонією у свої руки. Весілля відбувалося в Дрездені.
Чоловік Амалії був вихований на відстані від королівського двору, був людиною почуттів і намагався завжди й в усьому бути чесним і справедливим. За це він отримав в народі прізвисько «Der Gerechte» — «Справедливий». З ним Амалія народила єдину доньку, кілька інших вагітностей закінчилися невдало. 
За правління її чоловіка йшло відродження держави: були впорядковані фінанси, скасований продаж посад суддів, скасовані тортури. Фрідріх Август підняв народну освіту, засновував семінарії для вчителів, оживив ремесла, торгівлю та сільське господарство. З 6 мільйонів гульденів він відмовився від земель Глаухау, Вальденбург та Ліхтенштейн, що лежали всередині Саксонії.

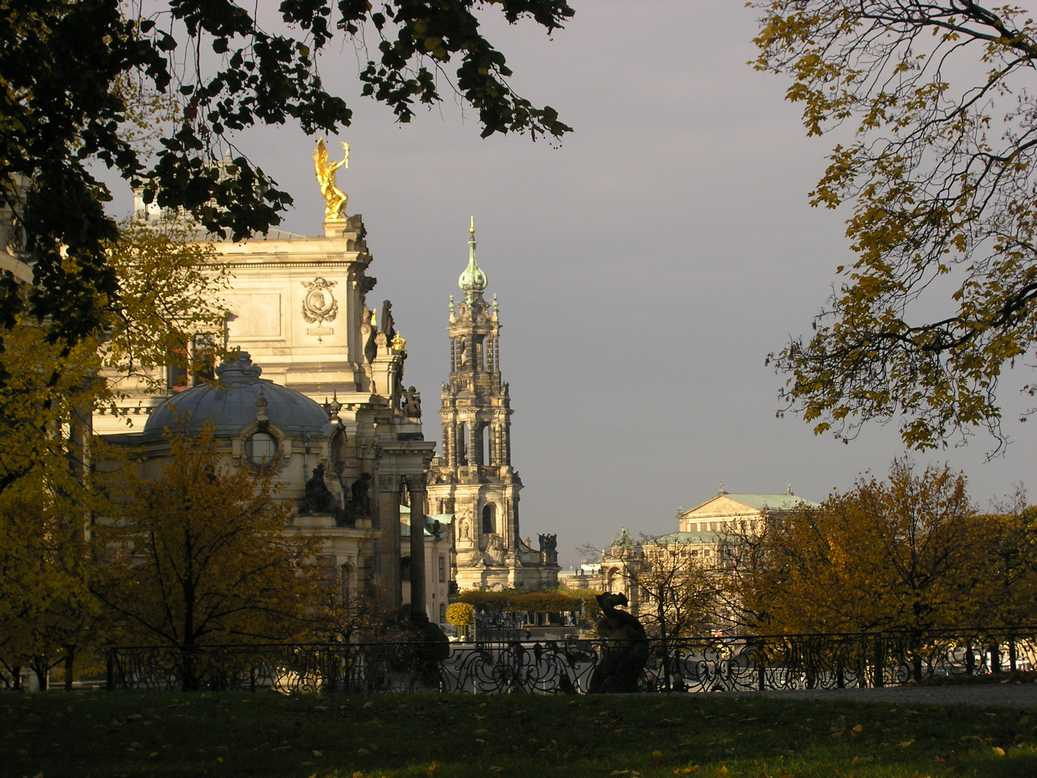
Гофкірхе

Після поразки від французів у битві при Йєні в 1806 році Саксонія уклала мир із Францією та увійшла до Рейнського союзу. Фрідріх Август отримав титул короля. Марія Амалія стала королевою. 1807 року за умовами Тільзитського договіру на теренах польських земель, що знаходилися під владою Пруссії утворювалося залежне від Франції Варшавське герцогство. Головою новоствореної держави було обрано Фрідріха Августа, який став також варшавським герцогом. Марія Амалія, таким чином, здобула титул варшавської герцогині.
Герцогство перестало існувати у січні 1813 року.
Померла Марія Амалія у похилому віці 15 листопада 1828 через півтора року після смерті чоловіка. Похована у Гофкірхе в Дрездені.

## Родина
Чоловік — Фрідріх Август І, король Саксонії
Діти:
- Донька, Марія Августа Ксаверія Алоїза (1782—1863) — саксонська принцеса, польська інфанта; існували плани щодо її одруження із Юзефом Понятовським, що не були здійсненими, нащадків не залишила.